# Margaret Aldersley
Margaret Aldersley (1852-1940) est une suffragiste et syndicaliste britannique.

## Biographie
Originaire de Burnley dans le Lancashire, Margaret Aldersley travaille comme ouvrière dans le textile. Elle rejoint la Nelson & Clitheroe Suffrage Society aux côtés de Mary Atkinson, Harriette Beanland, Cissy Foley, Clara Staton et Selina Cooper vers 1910, puis devient organisatrice pour la National Union of Women's Suffrage Societies (NUWSS) dès 1912,.
Selina Cooper et Margaret Aldersley, militantes ouvrières expérimentées du Lancashire, abordent les communautés minières des vallées d’Amman et de Gwendraeth, tandis que Sarah Dickenson donne son soutien aux dirigeantes locales tels que Minnie Davies de Lampeter et Catherine Smith dans l'arrière-pays rural du Llanelli,.
En 1913, elle se mobilise pour soutenir le suffrage féminin lors des élections partielles de Keighley au nom du NUWSS,.
Entre 1922 et 1926, Margaret Aldersley parcourt l’Australie,.